# Operacja odeska (1920)
Operacja odeska – działania Armii Czerwonej przeciwko Siłom Zbrojnym Południa Rosji prowadzone w styczniu 1920 r. w celu rozbicia sił białych pozostających na Ukrainie Prawobrzeżnej, w regionach odeskim i mikołajowskim. Szczególne znaczenie miało zajęcie Odessy, największego miasta i portu na północnym wybrzeżu Morza Czarnego. Operacja, w której brały udział 12 i 14 Armia, zakończyła się całkowitym zwycięstwem czerwonych. Biały garnizon Odessy ewakuował się na brytyjskich okrętach na kontrolowany jeszcze przez Siły Zbrojne Południa Rosji Krym, natomiast grupa wojsk pod dowództwem gen. Nikołaja Bredowa odeszła nad granicę polską i po jej przekroczeniu została internowana.

## Tło wydarzeń
Odessa oraz sąsiadujący z nią obszar zostały zdobyte przez Siły Zbrojne Południa Rosji w końcu sierpnia 1919 r. Białymi wojskami na wybrzeżu czarnomorskim dowodził gen. Nikołaj Szylling, mianowany przez głównodowodzącego Sił Zbrojnych Południa Rosji gen. Antona Denikina generał-gubernatorem Noworosji.
W listopadzie 1919 r. inicjatywa w wojnie domowej przeszła definitywnie na stronę czerwonych, a biali systematycznie tracili zajmowane terytoria. Mimo pogarszającej się sytuacji 31 grudnia 1919 r. Denikin nakazał Szyllingowi za wszelką cenę bronić zarówno Krymu, jak i głównego miasta w guberni noworosyjskiej – Odessy. Szylling był zdania, że plan ten jest nierealny i zamierzał skierować całość swoich wojsk na Krym. Denikin został jednak przekonany przez Brytyjczyków i Francuzów, że upadek Odessy wywrze fatalne wrażenie na zachodniej opinii publicznej. Oba państwa wspierające białych obiecały dalszą pomoc i ewentualnie wsparcie w organizacji ewakuacji. Obietnice te potwierdził w rozmowie z gen. Szyllingiem brytyjski komisarz wspólnego dowództwa aliantów Milner. Uspokojny jego słowami Szylling odesłał do Noworosyjska, na pomoc Denikinowi, krążownik "Generał Korniłow", zaś pułk Niemców-kolonistów z okolic Odessy skierował do obrony Wozniesieńska. Planował również wzniesienie wokół Odessy umocnień ziemnych, jednak plany ten nie zostały zrealizowane. Dowódcą obrony samego miasta Szylling mianował hr. Ignatjewa, byłego dowódcę Prieobrażenskiego Pułku Lejbgwardii, jednak ten nie podjął praktycznie żadnych działań na rzecz umocnienia Odessy.
Po zdobyciu przez czerwonych Mariupola i Taganrogu 6 stycznia 1920 r. oddziały białych w Odessie, Mikołajowie i Chersoniu zostały niemal całkowicie odcięte od trzonu Sił Zbrojnych Południa Rosji, utrzymując z nimi jedynie niepewne połączenie przez Półwysep Tamański i Noworosyjsk.

## Przebieg działań

### Marsz 12 i 14 Armii w styczniu 1920 r.
Dowództwo Armii Czerwonej postawiło przed 12 i 14 Armią, wchodzącymi w skład Frontu Południowo-Zachodniego, pod ogólnym dowództwem Aleksandra Jegorowa, zadanie odbicia z rąk białych całej kontrolowanej jeszcze przez nich prawobrzeżnej części Ukrainy. Plan operacji przewidywał wykonanie głównego uderzenia na Mikołajów i Odessę przez 14 Armię (złożoną z 41 i 45 dywizji strzeleckiej oraz z Dywizji Łotewskiej), pod dowództwem Ijeronima Uborewicza. Z kolei główne siły 12 Armii (47 i 58 dywizje strzeleckie i 15 dywizja kawalerii), dowodzonej przez Siergieja Mieżeninowa, miały zabezpieczać rejon Kijowa przed ewentualnym uderzeniem wojsk polskich i Armii Czynnej Ukraińskiej Republiki Ludowej. Natomiast siłom tworzącym lewą flankę i centrum 12 Armii (44 i 60 dywizje strzeleckie) powierzono zadanie zajęcia Mohylowa Podolskiego i zniszczenia 15-tysięcznego zgrupowania przeciwnika nad Dniestrem.
17 stycznia 1920 r. 14 Armia, licząca 20 tys. bagnetów i szabel, 117 dział, 10 samolotów i pięć pociągów pancernych, zajęła Krzywy Róg i stację kolejową Apostołowo. Równocześnie jednostki tworzące lewą flankę 12 Armii rozpoczęły bitwę o Jelizawietgrad, która z powodu zaciętego oporu przeciwnika przeciągnęła się do 24 stycznia. Dzień później Armia Czerwona opanowała również Humań. 29 i 30 stycznia 14 Armia zajęła kolejno Chersoń, Mikołajów i Wozniesieńsk, ostatecznie odcinając siły gen. Szyllinga w Odessie od tych oddziałów białych, które z jego rozkazu broniły Krymu. Przełamana została linia obrony białych, dowodzonych przez gen. Michaiła Prontowa, na Bohu. Do 3 lutego 1920 r. 14 Armia przejęła pod kontrolę również Goltę i Oczaków. Biali wycofali się w kierunku Odessy i dalej nad Dniestr. Aby nie dopuścić do połączenia tego zgrupowania białych ze zgrupowaniem nad Dniestrem, dowództwo 14 Armii poleciło Dywizji Łotewskiej oraz 45 dywizji strzeleckiej uderzyć na Rybnicę i Rozdielną, natomiast przed 41 dywizją, do której dołączono brygadę kawalerii Grigorija Kotowskiego (podporządkowaną 45 dywizji) postawiono zadanie zdobycia samej Odessy.

### Ewakuacja białych i walki w Odessie

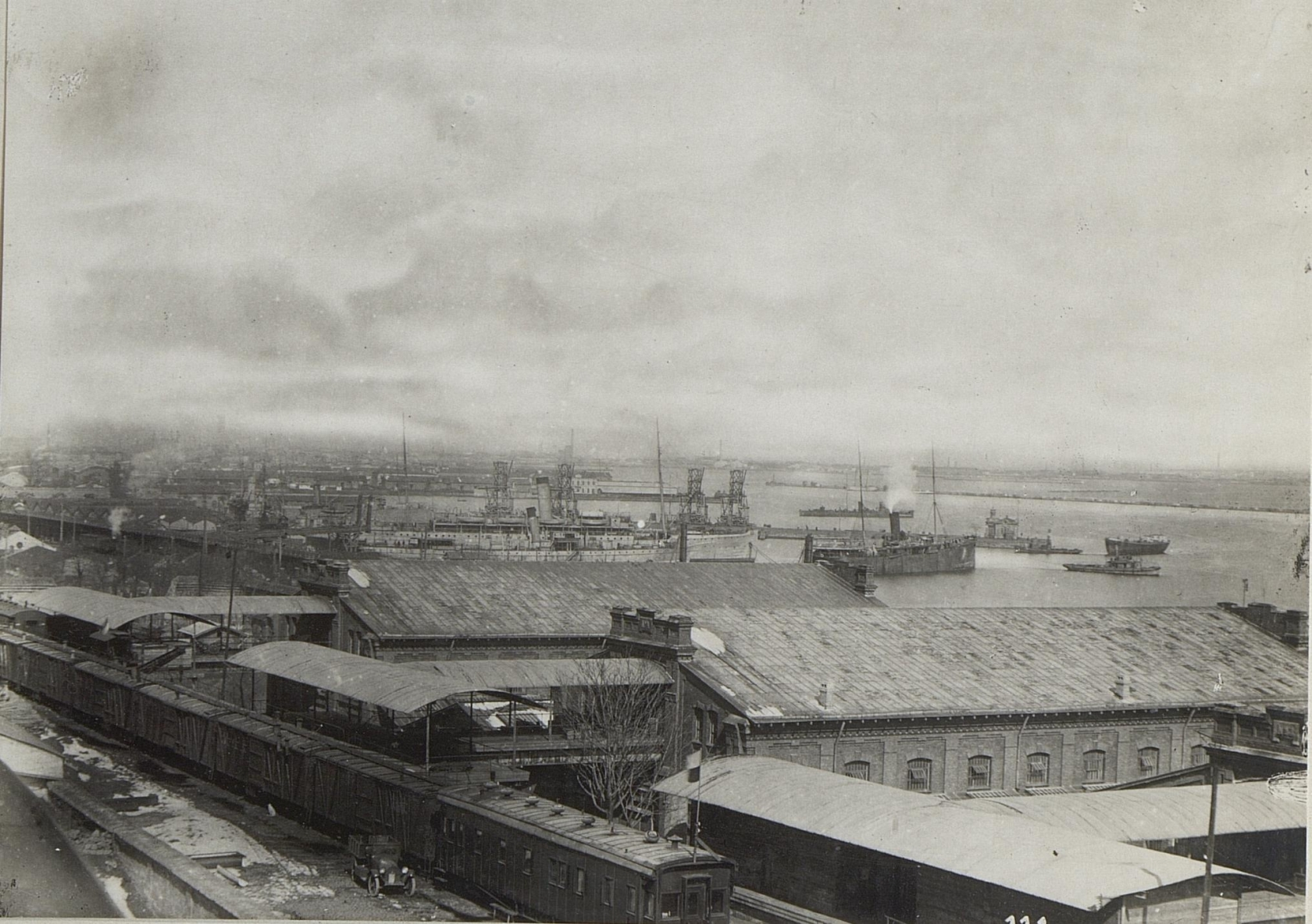
Port w Odessie, widok z 1917 r.

Przewidując, że obrona Odessy będzie niemożliwa, gen. Szylling podjął decyzję o pospiesznej ewakuacji drogą morską. Rozkaz o ewakuacji wydał 4 lutego, równocześnie oddając dowództwo wojsk w mieście w ręce płk. Stessela. Okręty białej Floty Czarnomorskiej nie mogły jednak zostać do niej użyte, gdyż brakowało im węgla, by odpłynąć do Sewastopola. Brytyjczycy, których okręty znajdowały się w odeskim porcie, udostępnili Siłom Zbrojnym Południa Rosji zbyt mało miejsc na statkach, aby wyjechać mogli wszyscy żołnierze pod komendą Szyllinga. Podczas gdy sam generał ze swoimi bezpośrednimi podkomendnymi ewakuował się na Krym, oddziały pod dowództwem gen. Bredowa (dawne wojska białego obwodu kijowskiego), odcięte nad Dniestrem od głównych sił w Odessie, odeszły drogą lądową w kierunku Tyraspola, a stamtąd do Besarabii znajdującej się pod kontrolą Rumunii. Nie pozwolono im jednak przekroczyć rumuńskiej granicy; żołnierze odeszli wówczas na północ i zostali internowani w Polsce.
Niemieccy koloniści z osad sąsiadujących z Odessą zamierzali niezależnie od białych organizować obronę swoich miejscowości, jednak Szylling praktycznie im to uniemożliwił. Tymczasem wśród odchodzących z Odessy białych i wspierających ich cywilów wybuchła panika.
Spodziewając się rychłego nadejścia Armii Czerwonej, podziemny komitet rewolucyjny wezwał w nocy z 4 na 5 lutego zbrojne drużyny bolszewików, anarchistów i ukraińskich borotbistów do rozpoczęcia zbrojnego powstania. Również odescy robotnicy z dzielnic na obrzeżach miasta wszczęli strajk. Jeszcze 6 lutego białym udało się rozbić czerwone oddziały na Mołdawance, jednak tego samego dnia po zmroku zbrojne powstanie rozszerzyło się na Peresyp, Romanowkę i Dalnije Mielnicy – całą robotniczą Słobodkę. Z Peresypu powstańcy ostrzeliwali odeski port. 5 lutego kawaleria Kotowskiego znajdowała się 15 km od miasta, które było już faktycznie otoczone. Za radą Brytyjczyków biali formalnie przekazali władzę w mieście ukraińskiemu gen. Wiktorowi Sokirze-Jachontowowi, w nadziei, że Ukraińcy podejmą z bolszewikami negocjacje, które umożliwią zakończenie ewakuacji ich wojsk.
Siły czerwonych, przełamując linie obrony białych, zbliżyły się do Odessy 6 lutego, zaś rankiem dnia następnego wkroczyły w granice miasta. Tego samego dnia z rozkazu dowodzących miejskim garnizonem ukraińskich wojskowych na ulicach miasta wywieszono flagi ukraińskie. Biali ostatecznie odstąpili od projektów obrony miasta, a panikę w mieście pogłębiła jeszcze wiadomość o ewakuacji rodzin wyższych urzędników i oficerów. W nocy z 6 na 7 lutego Odessę opuścił gen. Szylling. Dzień później gen. Sokira-Jachontow bez walki oddał władzę nad miastem Zjednoczonemu Komitetowi Rewolucyjnemu, w którym swoich przedstawicieli mieli bolszewicy, borotbiści oraz anarchiści.

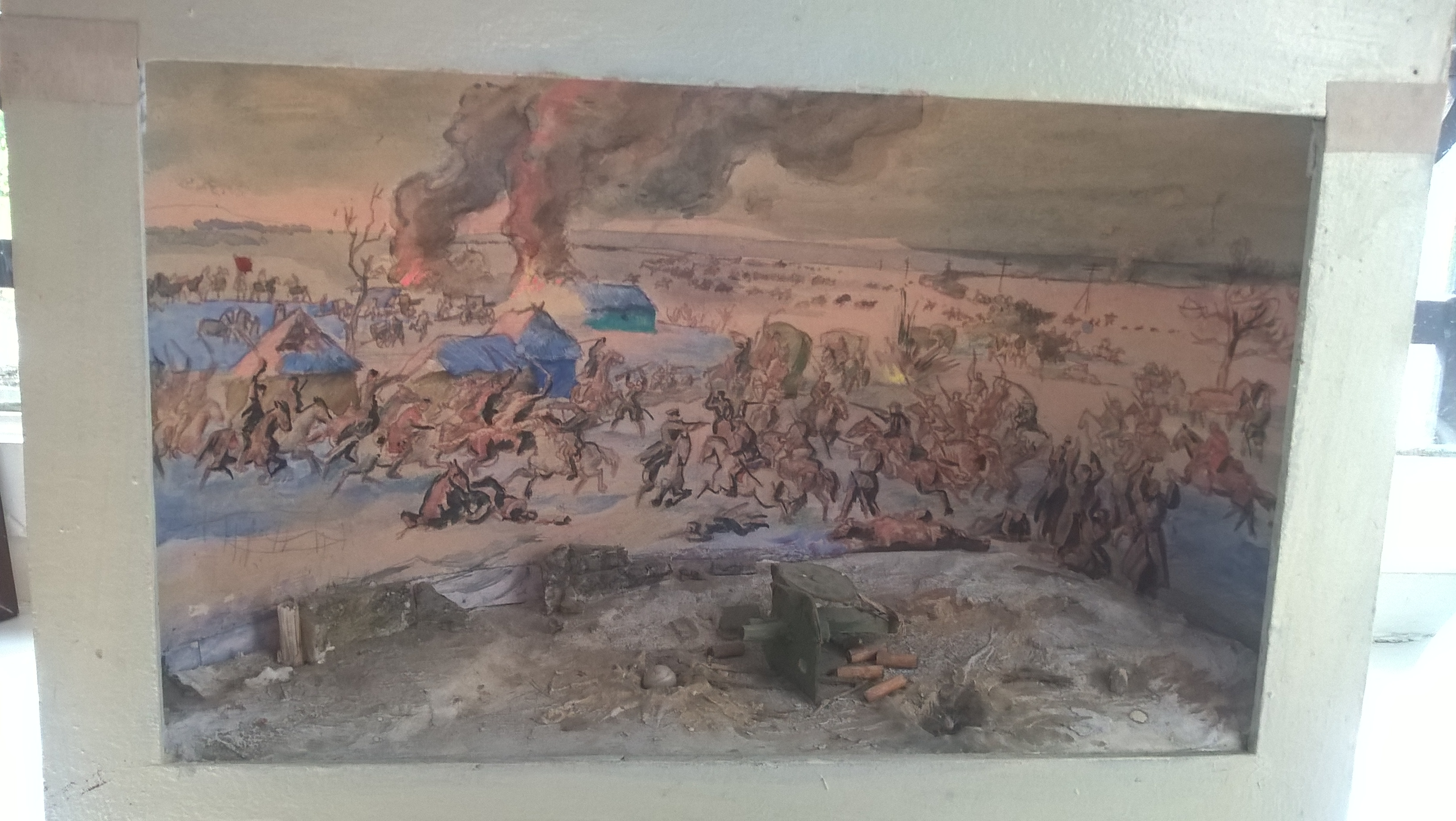
Brygada Grigorija Kotowskiego rozbija oddziały białych, które odeszły z Odessy nad Dniestr. Szkic dioramy Zykowa w muzeum sztabu brygady kawaleryjskiej Grigorija Kotowskiego w Tyraspolu

41 dywizja strzelecka, nie napotykając praktycznie żadnego oporu, wkroczyła do miasta od strony Peresypu. Dopiero w rejonie portu, gdzie nadal trwała ewakuacja, oddziały białych pod dowództwem Stessela zdecydowały się zaatakować jednostki czerwonych i stoczyły z nimi walkę o kontrolę nad górujące nad portem bulwar Nikołajewski i pałac Woroncowa. Do walk doszło również w centrum miasta, w rejonie ul. Deribasowskiej, Prieobrażenskiej i Parku Aleksandrowskiego. Z Odessy udało się ewakuować ok. 15-16 tys. ludzi z 40 tys. gromadzących się w porcie w nadziei na zdobycie miejsca na okrętach. Gen. Szylling był, po dotarciu do głównych sił białych, krytykowany za przebieg ewakuacji i dopuszczenie do pozostawienia w Odessie tysięcy cywilów obawiających się nadejścia bolszewików. Brygada kawalerii Kotowskiego udała się w pościg za odchodzącymi drogą lądową w kierunku Majaków oddziałami białych, rozbijając nad Dniestrem i w rejonie niemieckiej kolonii Kandel odchodzące siły Stessela, które nie otrzymały zgody na przekroczenie granicy z Rumunią.
Ostatecznie walki uliczne w Odessie zakończyły się 8 lutego 1920 r. Czerwoni wzięli do niewoli trzech generałów, ok. 200 oficerów i 3 tys. żołnierzy (z tego ok. połowy rannych i chorych), a także zdobyli ok. 100 różnego kalibru dział, 4 pociągi pancerne i 4 samochody opancerzone, kilkadziesiąt różnych okrętów, w tym niedokończony krążownik "Admirał Nachimow".